# Vanlue (Ohio)
Vanlue es una villa ubicada en el condado de Hancock en el estado estadounidense de Ohio. En el censo de 2010 tenía una población de 359 habitantes y una densidad poblacional de 389,36 personas por km².

## Geografía
Vanlue se encuentra ubicada en las coordenadas 40°58′27″N 83°29′5″O / 40.97417, -83.48472. Según la Oficina del Censo de los Estados Unidos, Vanlue tiene una superficie total de 0.92 km², de la cual 0.9 km² corresponden a tierra firme y (1.97%) 0.02 km² es agua.

## Demografía
Según el censo de 2010, había 359 personas residiendo en Vanlue. La densidad de población era de 389,36 hab./km². De los 359 habitantes, Vanlue estaba compuesto por el 98.33% blancos, el 0.28% eran afroamericanos, el 0% eran amerindios, el 0% eran asiáticos, el 0% eran isleños del Pacífico, el 0.56% eran de otras razas y el 0.84% pertenecían a dos o más razas. Del total de la población el 5.29% eran hispanos o latinos de cualquier raza.